# Fred Adams
Fred C. Adams (nacido en 1961) es un astrofísico estadounidense que ha realizado contribuciones al estudio de la cosmología física.
Fred Adams es profesor universitario de física Ta-You Wu en la Universidad de Míchigan, donde su principal campo de investigación es la teoría astrofísica centrada en la formación de estrellas, la formación de planetas y la dinámica. Su trabajo seminal sobre la firma radiativa de la formación de estrellas ha proporcionado una base para estudios posteriores en ese campo. En años más recientes, ha estudiado la formación y evolución de sistemas planetarios, incluido el efecto del entorno de los cúmulos de nacimiento estelar.

## Biografía
Nació el 8 de febrero de 1961 en Redwood City, California. Adams asistió a la Universidad Estatal de Iowa, donde obtuvo una licenciatura en 1983. Luego obtuvo su doctorado en la Universidad de California, Berkeley  con la tesis: Spectra and Dynamics of Young Stellar Objects en 1988. Continuó su investigación en el Centro de Astrofísica de Harvard y Smithsonian de 1988 a 1991, antes de unirse a la facultad de la Universidad de Michigan en 1991. Desde 1991, Adams ha sido profesor de física en la Universidad de Míchigan, donde ganó el Premio a la Excelencia en Educación de la Facultad de Literatura, Ciencias y Artes de la Universidad de Míchigan en 1995 y 1999 y el Premio de Reconocimiento a la Facultad en 2002.
Adams trabaja en el área general de la astrofísica teórica con un enfoque en el estudio de la formación de estrellas y la cosmología. Es reconocido internacionalmente por su trabajo sobre la firma de radiación del proceso de formación de estrellas, la dinámica de los discos circunestelares y la física de las nubes moleculares. Ha recibido reconocimiento como astrofísico, incluido el premio Robert J. Trumpler y el premio Helen B. Warner. Su trabajo reciente en formación de estrellas incluye el desarrollo de una teoría para la función de masa inicial para la formación de estrellas y estudios de sistemas planetarios extrasolares. En cosmología, ha estudiado muchos aspectos del universo inflacionario, las transiciones de fase cosmológicas, los monopolos magnéticos, los rayos cósmicos, la antimateria, la radiación cósmica de fondo, los halos galácticos de materia oscura y el futuro a largo plazo del universo. También ha estudiado la dinámica del sistema solar y de los planetas extrasolares, y ha descubierto 24 exoplanetas y 8 objetos del cinturón de Kuiper .
Es coautor del libro The Five Ages of the Universe (Las cinco edades del universo) con Greg Laughlin.